# Tupolev Tu-12
Il Tupolev Tu-12 (in cirillico Туполев Ту-12, nome in codice NATO Bot) era un bombardiere medio bimotore a getto ad ala dritta progettato dall'OKB 156 diretto da Andrej Nikolaevič Tupolev e sviluppato in Unione Sovietica negli anni quaranta.
Noto anche come Tu-77, dalla designazione del progetto, venne sviluppato dal bombardiere leggero con motore a pistoni Tupolev Tu-2 ed utilizzato negli anni seguenti dalla Sovetskie Voenno-vozdušnye sily (VVS), l'aeronautica militare sovietica.

## Storia del progetto
Lo sviluppo è iniziato nel 1946 su un bombardiere leggero mosso da motore jet sotto il nome ufficiale di Tu-77 che con un peso di 12.700 kg poteva volare a 780 km/h e di salire fino a 12.000 metri di altitudine. Il 24 maggio 1947 Tupolev presentò il prototipo all'Aeronautica Militare Sovietica. Il Tu-77 aveva i carrelli montati sotto le gondole dei motori e vennero impiegate particolari soluzioni aerodinamiche per ridurre la resistenza del velivolo a velocità elevate. La corazza era formata da lastre di alluminio spesse 8mm. Rispetto al Tu-2 introduceva nuovi sistemi di volo, nuove apparecchiature radio e l'autopilota AP-5. In caso di evacuazione nella fusoliera erano presenti due grandi portelloni ad apertura idraulica.Utilizzò una coda con due alette e timoni dal Tu-2, anche se questi furono rafforzati e sviluppati. La fusoliera fu un nuovo progetto con un muso allungato e un carrello retrattile triciclo. Il prototipo venne portato in volo per la prima volta nel giugno del 1947 e due di questi aerei vennero dispiegati a Tushino nell'agosto 1947 Il primo prototipo volò per un totale di 30 voli superando i test. Il peso massimo al decollo era di 15.720 kg a cui vanno aggiunti 1.000 kg di bombe nella stiva. L'autonomia era di 2.220 km. La quota massima operativa di 12.000 metri però era pesantemente condizionata dall'assenza di un impianto di pressurizzazione e di riscaldamento in cabina e dalla mancanza di dispositivi di de-icing. Il prototipo venne seguito da circa 50 velivoli. Una piccola serie di Tu-12 (RD-45) servì all'addestramento dei piloti da motori ad elica a motori a reazione. Una coppa fu trasformata in laboratorio volante per provare i motori a reazione. Un Tu-12 venne testato come aereo sperimentale senza equipaggio. I risultati sullo sviluppo e sull'impiago dei Tu-12 servirono per valutare l'impiago dei motori a getto in bombardieri ad alta quota.

## Utilizzatori
Unione Sovietica
- Voenno-vozdušnye sily